# Tadeusz Kościuszko
Andrzej Tadeusz Bonawentura Kościuszko (pronunciación en polaco: /ˈandʐɛj taˈdɛ.uʐ bɔnavɛnˈtura kɔɕˈtɕuʂkɔ/ (escucharⓘ); Mereczowszczyzna, 4 de febrero de 1746-Soleura, 15 de octubre de 1817) fue un ingeniero y líder militar polaco que se convirtió en héroe nacional en Polonia, Bielorrusia y en Estados Unidos, donde participó en la guerra de Independencia. Es considerado uno de los generales más brillantes de Polonia y Lituania.
En 1794 dirigió una fallida insurrección para liberar Polonia y Lituania de la influencia del Imperio ruso y el Reino de Prusia después de la segunda partición de Polonia en 1793.
El monte más alto de Australia, el monte Kosciuszko, lleva su nombre en su honor.

## Primeros años

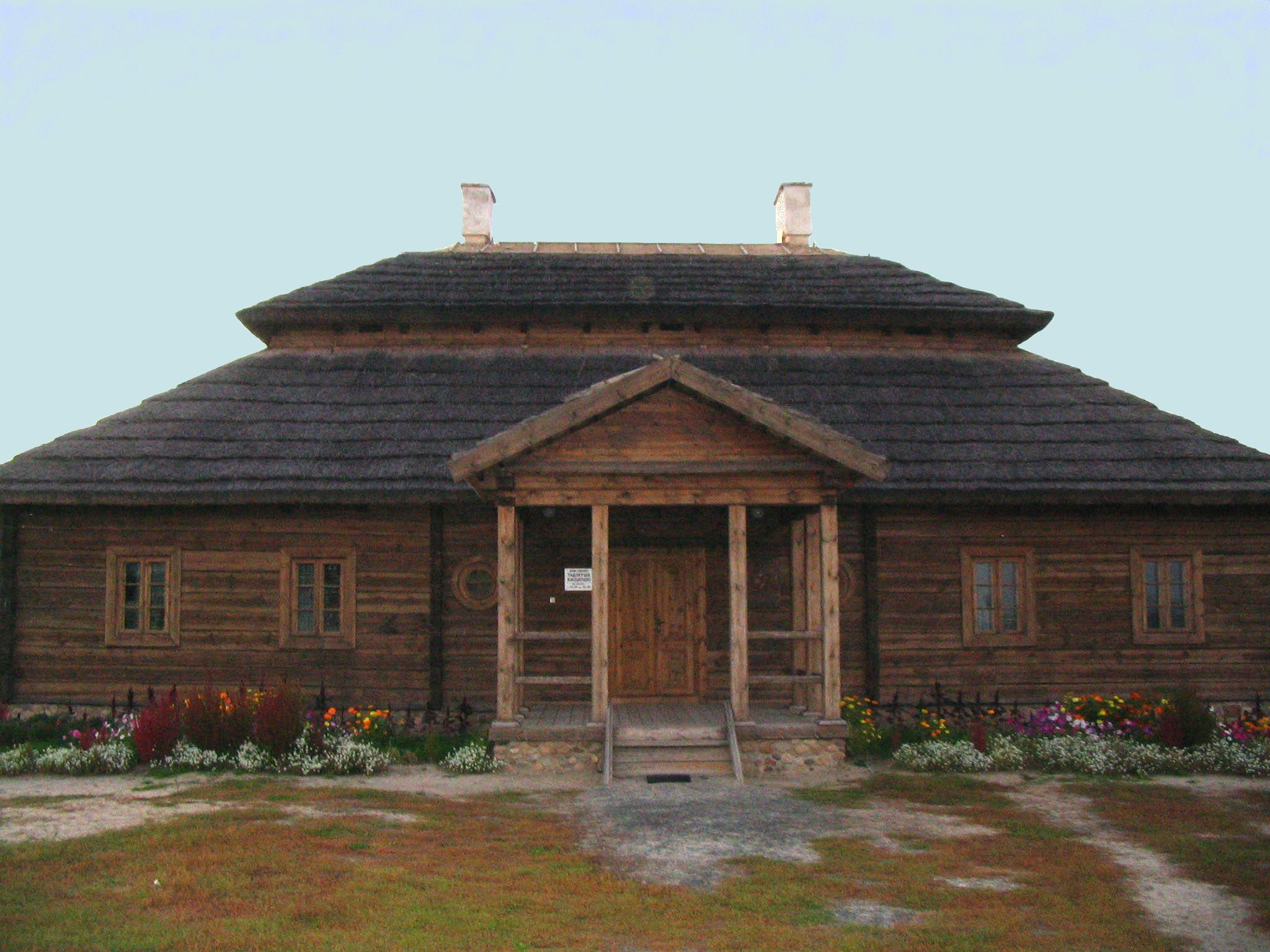
Casa de Nacimiento en Mereczowszczyzna

Kościuszko nació en febrero de 1746 en una casa en la estancia de la familia Puslowski llamada Mereczowszczyzna (ahora Merechevschina, en Bielorrusia), área que se encontraba dentro de la región de Polesia, perteneciente el Gran Ducado de Lituania, una parte de la Mancomunidad polaco-lituana o República de las Dos Naciones. 
Kościuszko era el hijo menor de un szlachcic (noble polaco), Ludwik Tadeusz Kosciuszko, un oficial del ejército polaco-lituano, y de su esposa Tekla, de soltera Ratomska. Tadeusz recibió el bautismo de la Iglesia ortodoxa y de la Iglesia católica. Como resultado de los dos bautismos, lleva los nombres de Andrzej y Tadeusz. Su familia era étnicamente lituana y rutena, cuya ascendencia se puede rastrear a Konstanty Fiodorowicz Kostiuszko, un cortesano del rey polaco Segismundo I el Viejo. Una vez describió a sí mismo como un «Litvin», término que ahora sería interpretado por fuentes modernas de Bielorrusia como un término utilizado para los bielorrusos. Sin embargo, el propio Kościuszko no habló lituano, su familia se había polonizado en el siglo XVII y, como gran parte de la nobleza de Lituania de ese momento, hablaba polaco y se identificaba con la cultura polaca.[cita requerida]
En 1755 Kościuszko comenzó a asistir a una escuela en Lubieszów, pero nunca terminó sus estudios debido a los problemas financieros de su familia tras la muerte de su padre en 1758. En 1765 el rey de Polonia, Estanislao Augusto Poniatowski, creó un Cuerpo de Cadetes sobre la base de lo que hoy es la Universidad de Varsovia para educar a oficiales militares y funcionarios. Kościuszko se inscribió en el Cuerpo de Cadetes el 18 de diciembre de 1765, probablemente gracias al apoyo de la familia Czartoryski. La escuela hizo hincapié en los temas militares y de las artes liberales. Kościuszko se graduó el 20 de diciembre de 1766 y fue ascendido al rango de portaestandarte (chorąży); se quedaría como estudiante y como profesor hasta alcanzar el grado de capitán en 1768.

## Viajes por Europa

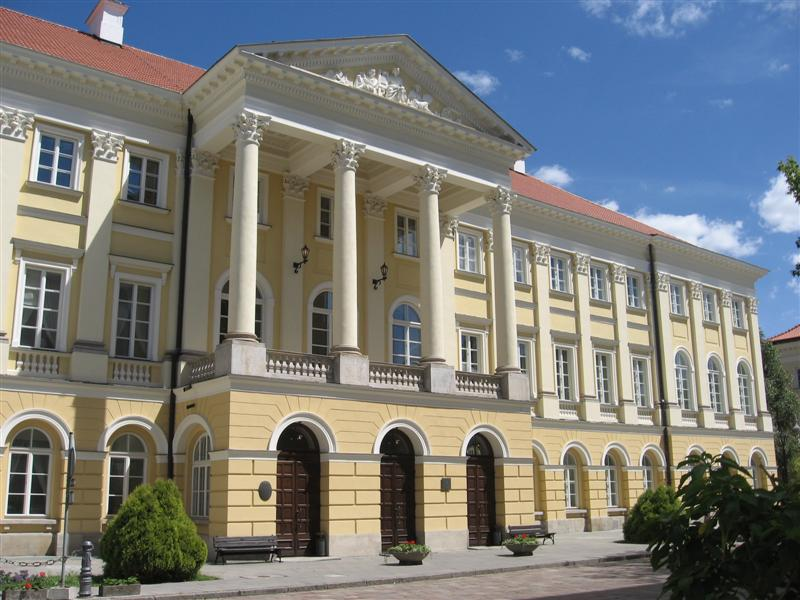
Palacio Kazimierz, en Varsovia, donde Kościuszko asistió al Cuerpo de Cadetes

En 1768 una guerra civil estalló en la Mancomunidad de Polonia-Lituania cuando una alianza de nobles polacos, la Confederación de Bar, intentó deponer al rey Poniatowski. Un hermano de Kościuszko, Józef, luchó junto a los insurgentes. Frente a una difícil elección entre los rebeldes y sus patrocinadores, el rey y la familia Czartoryski —que estaban a favor de la influencia rusa—, Kościuszko optó por abandonar el país. A finales de 1769 él y su colega Aleksander Orłowski se pusieron en marcha para París. Mientras tanto, buscaba ganar una mayor instrucción militar, aunque se les prohibía a los extranjeros inscribirse en cualquier academia militar francesa. Sin embargo, Kościuszko aprende frecuentando clases y las bibliotecas de las academias militares de París. La Ilustración, junto con la tolerancia religiosa, tendría una gran influencia en su carrera posterior. 
Con la primera partición de la Mancomunidad polaco-lituana en 1772, el Imperio ruso, el Reino de Prusia y el Archiducado de Austria anexionaron grandes franjas de territorio polaco-lituano y adquirieron influencia en la política interna. Cuando Kościuszko finalmente regresó a casa en 1774, se encontró con que su hermano Józef había despilfarrado la mayor parte de la escasa fortuna familiar y no había lugar para él en el Ejército, ya que no podía permitirse el lujo de inscribirse en la comisión de selección de oficiales. También tuvo que hacer frente a una disputa legal que afectaba a uno de sus hermanos. Aceptó un trabajo como profesor particular en la familia del hetman Józef Sylwester Sosnowski y se enamoró de su hija Ludwika. Planeaban fugarse, pero fueron descubiertos por los criados de su padre y Kościuszko recibió una paliza, un hecho que puede haber llevado a su posterior antipatía por las diferencias de clase.[cita requerida] En el otoño de 1775, con el deseo de evitar a Sosnowski y sus criados, decidió emigrar de nuevo a París.

## Guerra de Independencia norteamericana

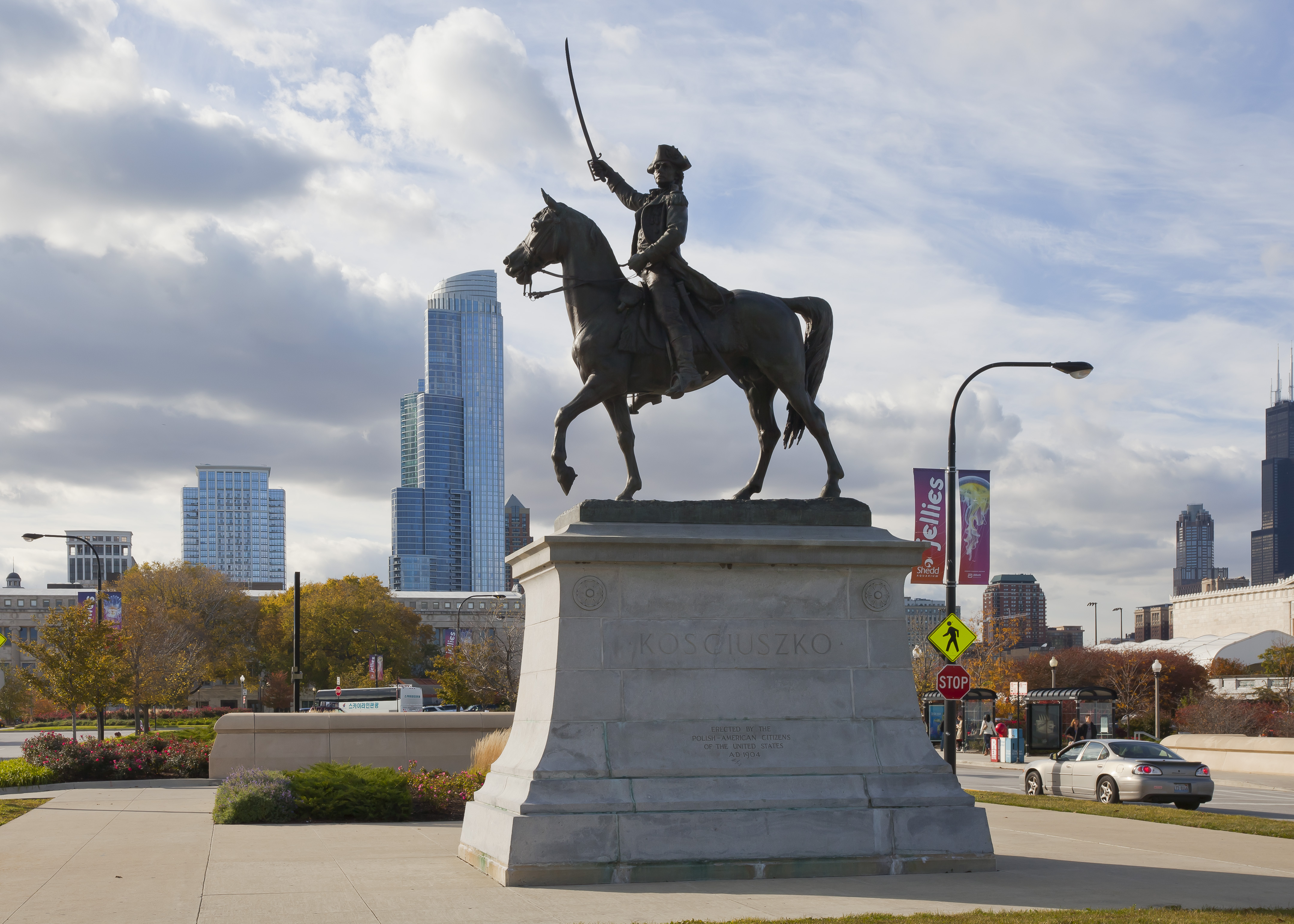
Estatua de Tadeusz Kościuszko, Chicago

Después de que diplomáticos de las Trece Colonias apelaran a los franceses, el Gobierno francés de Beaumarchais prestó un millón de libras el 10 de junio de 1776 para establecer una sociedad ficticia bajo el alias Roderigue Hortalez & Co, destinada al contrabando de armas y municiones para el Ejército Continental. En junio Kościuszko navegó en un barco de Hortalez & Co. a las colonias en compañía de otros oficiales extranjeros. El 30 de agosto presentó un informe al Congreso de los Estados Unidos. Poco después se preparó un plan para fortificar Filadelfia, una tarea en la que iba a pasar el próximo invierno. 
La primera tarea de Kościuszko en América fue la construcción de la fortificación de Fort Billingsport (Filadelfia) para proteger la ribera del río Delaware contra una posible invasión británica. Inicialmente participó como voluntario al servicio de Benjamin Franklin, pero el 18 de octubre el Congreso le ascendió a coronel de Ingenieros del Ejército Continental. 
En la primavera de 1777 Kościuszko se unió al Ejército del Norte al mando del mayor general Horatio Gates; llegó a la frontera canadiense en mayo. Posteriormente se le envió a Fort Ticonderoga, donde pasó revista a las defensas de lo que había sido una de las fortalezas más imponentes de América del Norte. Sus estudios sobre el paisaje lo llevaron a recomendar la construcción de una batería defensiva en los campos de caña de azúcar con vistas al fuerte. A pesar de la sugerencia, aprobada por sus compañeros ingenieros, el comandante brigadier general Arthur St. Clair se negó en última instancia a llevarla a cabo. Esto resultó ser una táctica fatal: cuando el ejército británico al mando del general John Burgoyne llegó en julio, Burgoyne dispuso la artillería tal como había dicho Kościuszko.
Con los británicos controlando por completo las Tierras Altas, los americanos se dieron cuenta de que su situación era desesperada y abandonaron la fortaleza, sin apenas disparar un tiro en el cerco de Ticonderoga. La fuerza de avance británico empezó a acosar a los pocos continentales que huyeron hacia el sur; el general Philip Schuyler, desesperado por retrasar a los ingleses, ordenó a Kościuszko que retrasara al enemigo. Kościuszko diseño una solución parecida a la estrategia de tierra quemada: sus hombres destruyeron puentes y presas dando a los norteamericanos el tiempo necesario para retirarse de forma segura a través del río Hudson. Poco después Gates, reagrupando sus fuerzas para tratar de evitar que los británicos tomaran Albany, ordenó estudiar el campo de batalla a Kościuszko, quien eligió la posición más defendible que pudo. La encontró cerca de Saratoga, con vistas al Hudson, y procedió a diseñar una excelente variedad de defensas, casi inexpugnables para atacar desde cualquier dirección. Su excelente criterio y la atención meticulosa a los detalles en la defensa americana frustraron los ataques británicos durante la batalla de Saratoga, y Gates aceptó la rendición del general Burgoyne el 16 de octubre de 1777.  

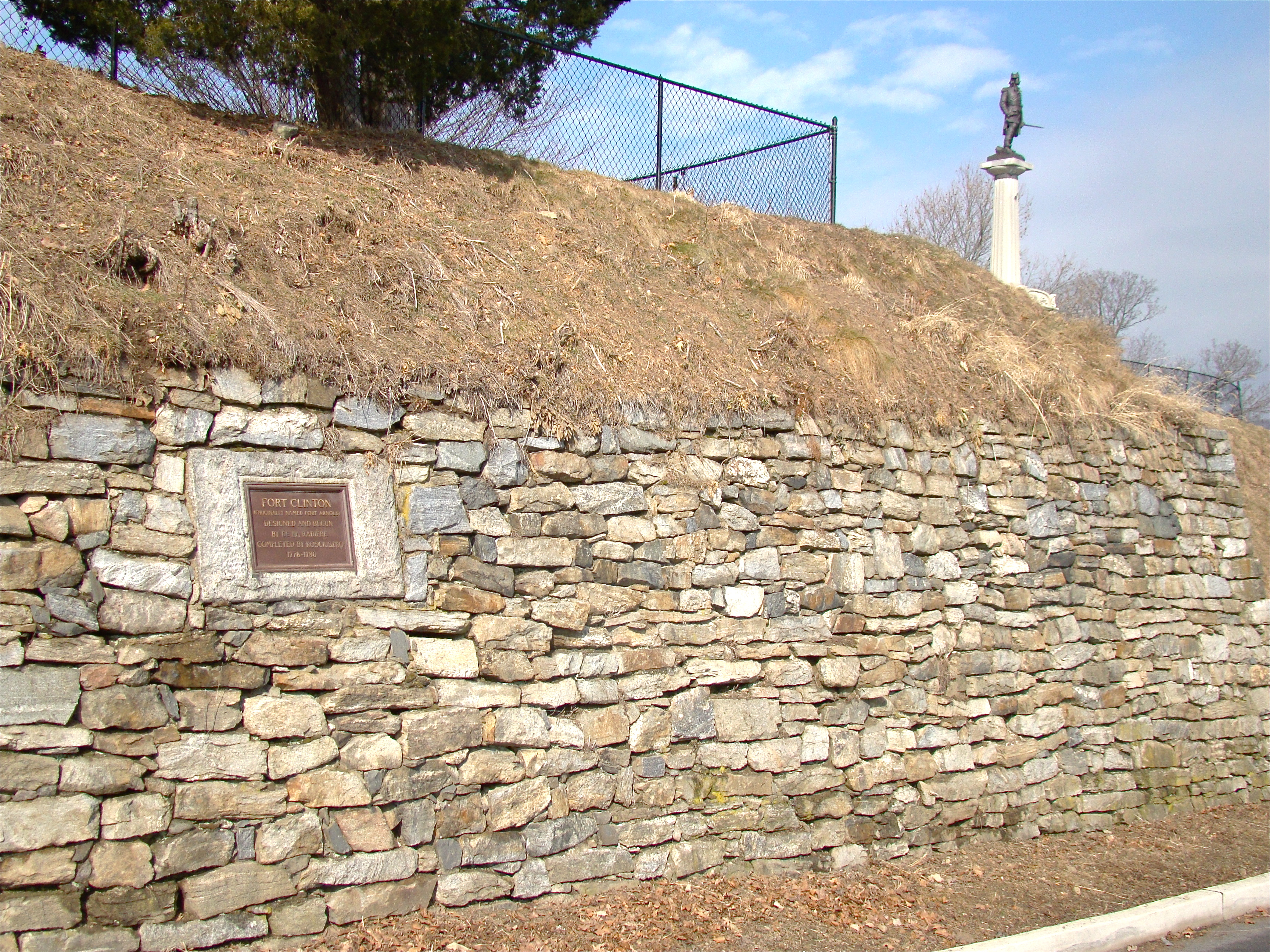
Fort Clinton (West Point),
fortificado por Kościuszko, con su estatua al fondo

El trabajo de Kościuszko en Saratoga recibió grandes elogios de Gates, quien más tarde le dijo a su amigo el doctor Benjamin Rush: «[…] los grandes estrategas de la campaña eran las colinas y los bosques que un joven ingeniero polaco fue lo suficientemente hábil en reclutar para mi campamento».
En algún momento de 1777 Kościuszko compuso una polonesa. Fue muy conocida después y se hizo popular entre los patriotas polacos en el momento de la sublevación de 1830, con letra de Rajnold Suchodolski. En 1778 Kościuszko fue el encargado de la orden de mejorar las obras de defensa en la fortaleza en West Point, donde realizaría un gran trabajo que hasta hoy es elogiado.
Posteriormente ayudó a fortificar las bases estadounidenses en Carolina del Norte. Sin embargo, Kościuszko actuó sobre todo a finales de año en las hostilidades centradas en acciones más pequeñas de acoso a los suministros británicos cerca de Charleston, ya que se había comprometido a realizar esas acciones después de la muerte de su amigo, el coronel Laurence, y a hacerse cargo de su red de inteligencia en la zona. Dirigió así dos escuadrones de caballería y una unidad de infantería en la batalla de la isla de James el 14 de noviembre de 1782, en lo que probablemente fue la acción armada definitiva del Ejército Continental de la guerra, casi asesinado por la pequeña fuerza británica que resultó derrotada.[cita requerida] Un mes más tarde estaba entre las tropas continentales que volvieron a ocupar Charleston después de que los británicos evacuaran la ciudad. Kościuszko pasó el resto de la guerra allí, donde realizó un espectáculo de fuegos artificiales el 23 de abril de 1783 para celebrar la noticia de la firma del Tratado de París ese mismo mes. 
El 13 de octubre Kościuszko fue promovido por el Congreso al rango de general de brigada. A la espera de su salario, sin poder siquiera financiar un viaje de regreso a Europa, Kościuszko, al igual que varios otros, estaba viviendo con el dinero prestado del banquero judío polaco Haym Salomón. Finalmente Kościuszko recibiría un certificado de 12 280 dólares, al 6 % de interés, que se le pagaría el 1 de enero de 1784, y el derecho a 500 acres de tierra (202,34 hectáreas) si decidía establecerse en los Estados Unidos. En el invierno de 1783 a 1784 fue invitado a permanecer en una mansión de su antiguo comandante.

## Regreso a Polonia

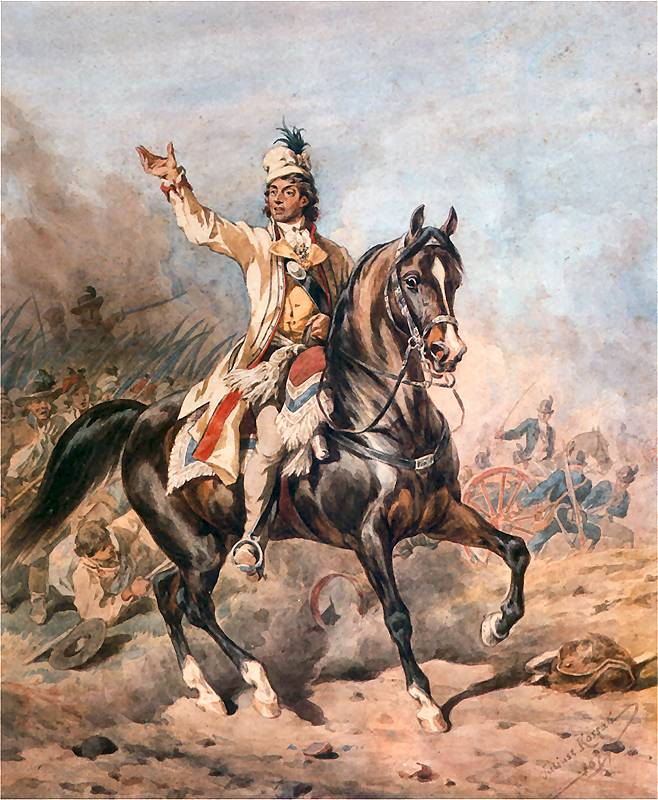
Retrato ecuestre de Tadeusz Kościuszko, por Juliusz Kossak (1879)

El 15 de julio de 1784 Kościuszko partió hacia Polonia, donde llegó, deteniéndose en París, el 26 de agosto. Debido al conflicto en curso entre sus patrocinadores, la familia Czartoryski y el rey Estanislao Augusto Poniatowski, a Kościuszko una vez más no se le concedió un puesto en el Ejército de Polonia. Se instaló en Siechnowicze, actual Sehnóvichi (en bielorruso: Сяхновічы; raión de Žabinka, Bielorrusia). Su hermano Józef perdió la mayor parte de las tierras de la familia a través de malas inversiones, pero con la ayuda de Anna, Kościuszko fue capaz de asegurar una parte de las tierras para sí. Poco después, Kościuszko decidió limitar la jornada de los campesinos a dos días a la semana, al tiempo que eximió a las mujeres de la servidumbre. Sin embargo, su herencia dejó de ser rentable y Kościuszko comenzó a endeudarse. Su situación no fue beneficiada por el hecho de que prometió el dinero del Gobierno estadounidense más los intereses de demora por sus años de servicio. Kościuszko se involucró con algunos de los activistas liberales, y Hugo Kołłątaj le ofreció un puesto docente en la Universidad Jaguelónica de Cracovia, que Kościuszko declinó.
El Gran Sejm de 1788-1792 abrió las reformas necesarias y aprobó la creación de un ejército más grande para defender las fronteras de Polonia-Lituania de probables nuevas invasiones. Kościuszko vio esto como una oportunidad para volver al servicio militar y servir a su país en el campo que mejor conocía; pasó entonces algún tiempo en Varsovia, participando en los grandes debates del Sejm. Una vez más trató de unirse al Ejército polaco y escribió una propuesta en que sugirió la creación de una milicia, basada en el modelo estadounidense. Como consecuencia de la presión política para aumentar el tamaño del Ejército, el 12 de octubre de 1789 recibió el rango de general; gracias a esto comenzó a percibir un sueldo de 12 000 eslotis al año, lo que puso fin a sus dificultades financieras. Fue asignado a una unidad en Wielkopolska. En agosto de 1790 fue enviado a Volinia y estaba estacionado cerca Starokostiantýniv (hoy en la óblast de Jmelnitski, Ucrania) y Międzyborze. Oficialmente estaba subordinado al príncipe Józef Poniatowski, quien reconociendo la mayor experiencia de Kościuszko lo nombró su segundo al mando. Mientras tanto, Kościuszko se volvió más reformista y entabló amistad con Hugo Kołłątaj, Julian Ursyn Niemcewicz y otros. Argumentó que los campesinos y los judíos debían recibir la ciudadanía plena, para que esto los motivase a ayudar a defender Polonia en caso de una guerra.
La facción reformista finalmente obtuvo una importante victoria con la aprobación de la Constitución del 3 de mayo de 1791. Kościuszko vio la Constitución como un paso en la dirección correcta, pero se decepcionó, ya que se mantuvo la monarquía, que hizo poco para mejorar la situación de los grupos más desfavorecidos, los campesinos y los judíos. Los Estados vecinos de la Mancomunidad vieron en las reformas iniciadas por la Constitución una amenaza a su influencia en los asuntos internos de Polonia. El 14 de mayo de 1792 un grupo de nobles conservadores crearon la Confederación de Targowica, que pidió a la zarina Catalina II de Rusia ayuda en el derrocamiento de la Constitución. El 18 de mayo de 1792 un ejército de 100 000 hombres cruzó la frontera polaco-rusa y se dirigió a Varsovia.

## Defensa de la Constitución

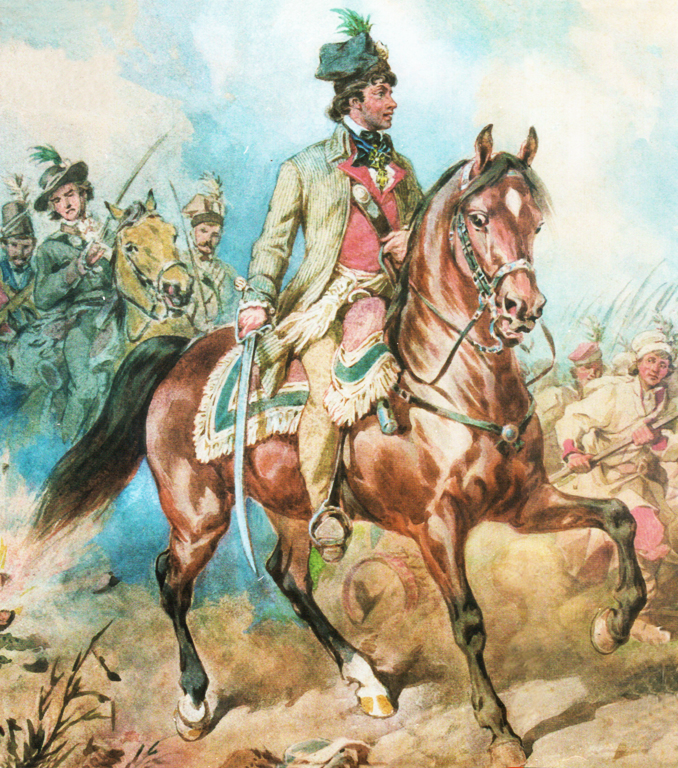
Retrato ecuestre de Kościuszko en la batalla de Racławice de 1794,
por Juliusz Kossak (c. 1879)

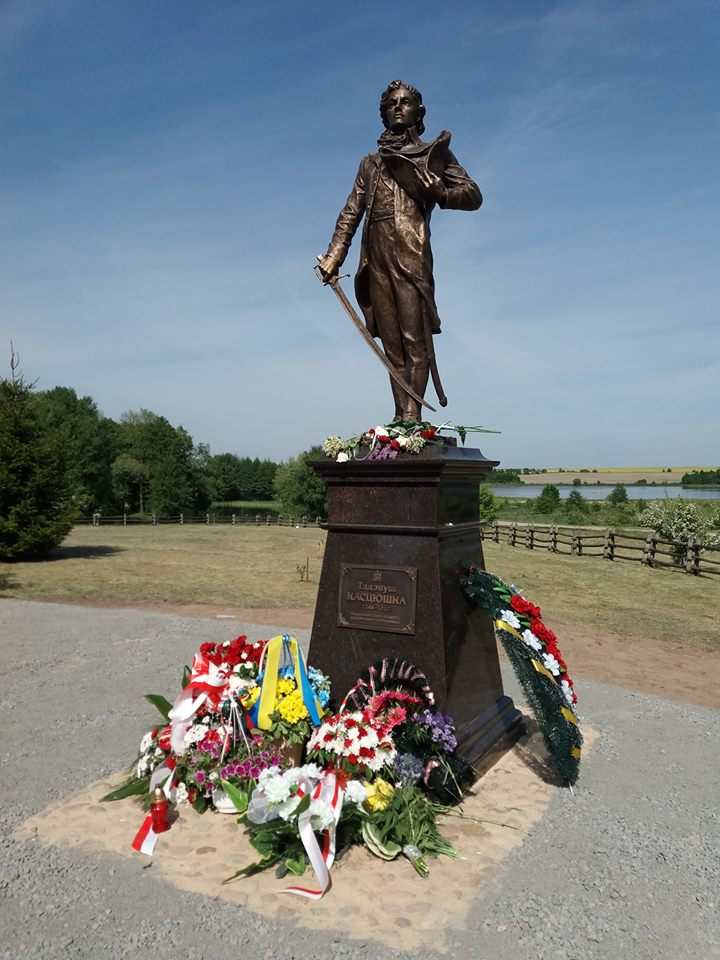
Estatua de Tadeusz Kosciuszko, en Mieračoŭščyna (Bielorrusia)

Los rusos tenían una ventaja de 3 a 1 en términos de fuerza numérica: con cerca de 98 000 soldados se enfrentaban a unos 37 000 soldados polacos. Los rusos también tenían una ventaja en experiencia de combate.
Cuando el príncipe Poniatowski se convirtió en el comandante en jefe de toda Polonia, el 3 de mayo de 1792, a Kościuszko se le dio el mando de una división de cerca de Kiev. Los rusos atacaron con tres ejércitos en un amplio frente. Kościuszko propuso un plan donde se reuniría todo el ejército polaco y se concentraría contra uno de los ejércitos rusos, con el fin de asegurar la paridad numérica y para elevar la moral de las fuerzas polacas —en su mayoría sin experiencia— con una victoria rápida; pero este plan fue rechazado por Poniatowski.
Las tropas rusas cruzaron la frontera en Ucrania, donde estaban estacionados Kościuszko y Poniatowski, el 22 de mayo. El ejército de la Corona fue subestimado como débil para oponerse a las cuatro columnas de tropas enemigas que avanzaban en Ucrania Occidental y comenzó una retirada hasta la orilla occidental del río Bug Meridional, con Kościuszko al mando de la retaguardia. El príncipe Poniatowski obtuvo la victoria en la batalla de Zieleńce el 18 de junio, mientras que la división de Kosciuszko, que estaba en la guardia trasera independiente, no tomó parte en la batalla y se reincorporó al ejército principal sólo al anochecer de ese día. Sin embargo, su protección diligente de la retaguardia del ejército principal y los flancos le permitieron recibir la medalla Virtuti Militari, recién creada el 22 de junio y la más alta condecoración militar de Polonia en la actualidad.
La retirada de Polonia fue continuada y el 7 de julio las fuerzas de Kościuszko lucharon para retrasar a los rusos en Volodímir-Volinski (batalla de Włodzimierz). Al llegar al norte del Bug Setentrional, el ejército polaco se separó en tres divisiones con el fin de mantener la línea de defensa del río, al coste de debilitar su superioridad numérica.
La unidad de Kościuszko fue asignada para proteger el flanco sur del frente, tocando a la frontera con Austria. En la batalla de Dubienka, 18 de julio Kościuszko rechazó al enemigo (más numeroso) con habilidad, al utilizar los obstáculos del terreno y fortificaciones de campo. Con cerca de 5300 soldados derrotó a 25 000 rusos al mando del general Mijaíl Kajovski. Finalmente Kościuszko tuvo que retirarse de Dubienka, ya que los rusos flanquearon sus posiciones cruzando la frontera con Austria con permiso del emperador José II. Después de la batalla el rey Poniatowski ascendió a Kościuszko a teniente general y le otorgó la Orden del Águila Blanca. La noticia de la victoria se extendió en Europa y el 26 de agosto recibió la ciudadanía honoraria de Francia de la Asamblea Legislativa.
Mientras tanto, Poniatowski decidió pedir un alto el fuego. El 24 de julio el rey ordenó formalmente su adhesión a la Confederación de Targowica y ordenó a los ejércitos polaco-lituanos que cesasen las hostilidades contra los rusos. Kościuszko consideró un plan para secuestrar al rey, pero el príncipe Poniatowski lo rechazó. El 30 de agosto Kościuszko renunció a su cargo y brevemente regresó a Varsovia, donde recibió el nombramiento y la remuneración, pero se negó a la petición del rey de permanecer en el Ejército. 
La capitulación de Poniatowski fue un duro golpe para Kościuszko, que no había perdido ni una sola batalla en la campaña. A mediados de septiembre se había resignado a abandonar el país y se marchó de Varsovia a principios de octubre. Después de dos semanas en Leipzig, antes de la segunda semana de enero de 1793 Kościuszko partió hacia París, donde trató de obtener el apoyo francés a la sublevación prevista en Polonia. Permaneció allí hasta el verano, pero, a pesar de la creciente influencia revolucionaria, los franceses no dieron apoyo a su causa. Kościuszko concluyó que las autoridades francesas no estaban interesadas en Polonia más allá de utilizarlo para su propia causa y se decepcionó cada vez más con la Revolución francesa.
El 23 de enero de 1793 Prusia y Rusia firmaron la segunda partición de Polonia-Lituania, ratificada por el Sejm de Grodno convocado en junio del año anterior, y que también se vio obligado a dejar sin efecto la Constitución de 1791. Después de la partición, la Mancomunidad se convirtió en un pequeño país de aproximadamente 200 000 km2 y una población de aproximadamente 4 millones de habitantes. Tal resultado fue un golpe enorme para los miembros de la Confederación de Targowica, ya que sus acciones había defendido los privilegios de los nobles, pero ahora la mayoría de la población polaca los consideraba traidores.  
En agosto de 1793, aun preocupado de las pocas posibilidades que un levantamiento tendría contra las tres potencias (Prusia, Austria y Rusia), Kościuszko regresó a Leipzig, donde se reunió con la oposición para iniciar la planificación del levantamiento. En septiembre cruzaron clandestinamente la frontera con Polonia para llevar a cabo observaciones personales y conocer a algunos altos oficiales simpatizantes en el Ejército polaco, entre ellos el general Józef Wodzicki. Los preparativos en Polonia-Lituania eran lentos, por lo que decidieron aplazar el levantamiento y se fueron a Italia, pensando volver en febrero.
Sin embargo, la situación estaba cambiando rápidamente. La zarina Catalina II y el rey prusiano Federico Guillermo II obligaron a Polonia-Lituania a disolver de nuevo la mayor parte de sus fuerzas armadas y las unidades fueron reducidas para ser reclutadas en el Ejército ruso. También en marzo los agentes zaristas descubrieron al grupo de revolucionarios en Varsovia y comenzaron a arrestar a los políticos polacos notables y jefes militares. Kościuszko se vio obligado a ejecutar su plan antes de lo previsto y el 15 de marzo de 1794 se puso en camino a Cracovia.

## Levantamiento de Kosciuszko

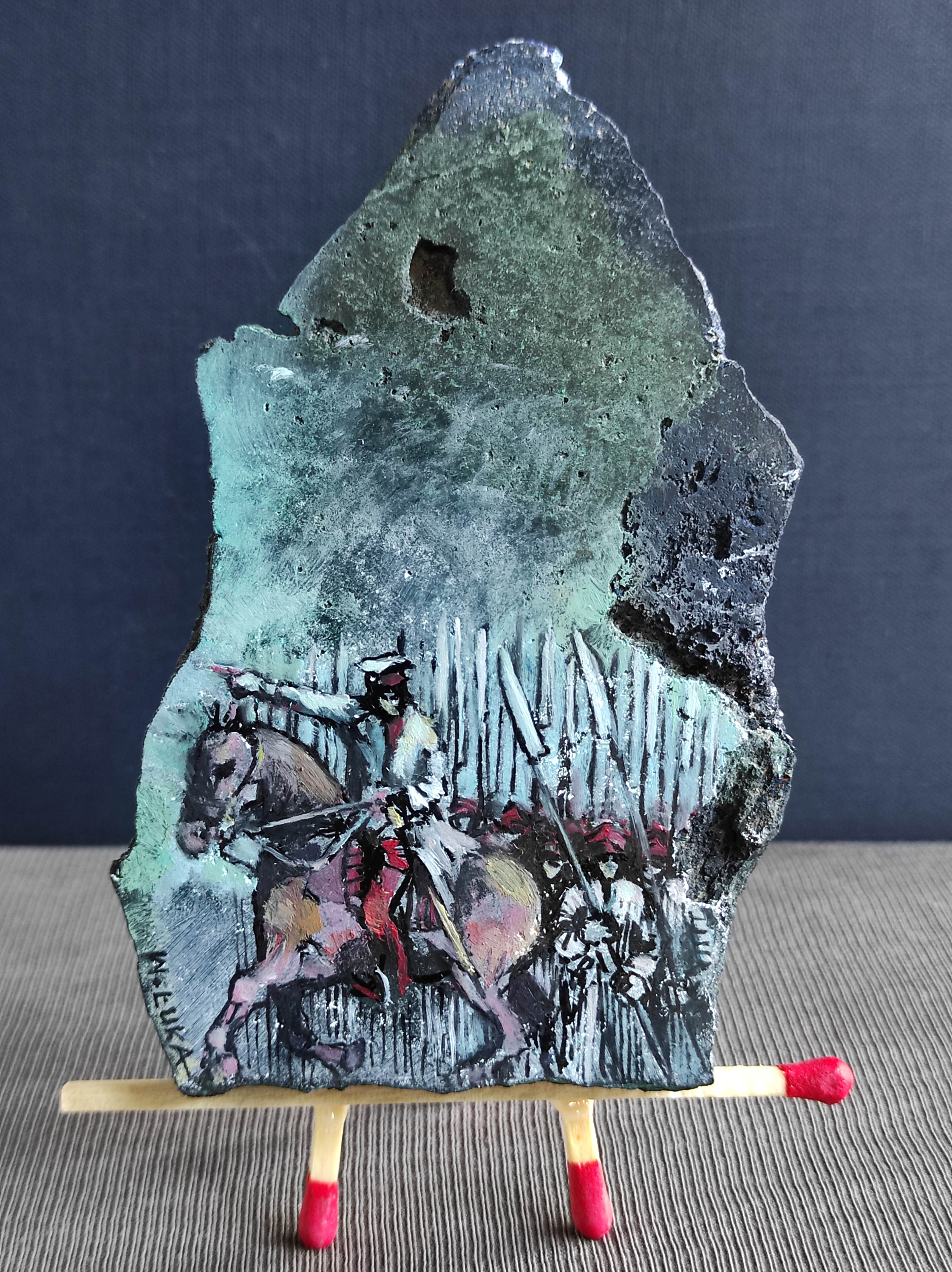
La batalla de Racławice, por Wojciech Łuka (2023). Óleo sobre malaquita y lapislázuli, 132 × 77 mm.

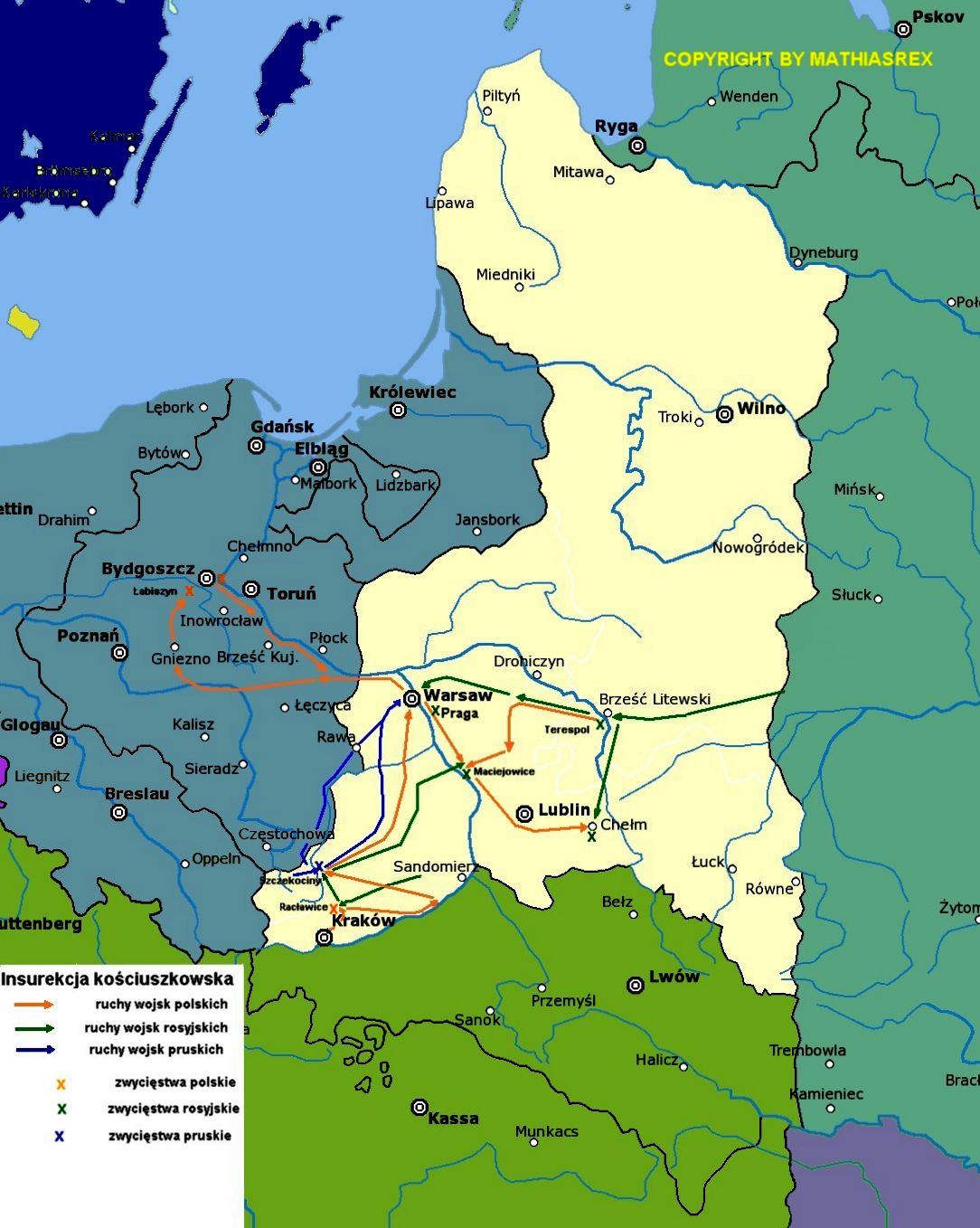
Mapa del levantamiento encabezado por Kościuszko (marzo-octubre de 1794)

Al enterarse de que la guarnición rusa había dejado Cracovia, Kościuszko entró en la ciudad la noche del 23 de marzo de 1793. A la mañana siguiente, en la plaza principal de Cracovia, anunció el inicio de la revuelta. Recibió el título de naczelnik (comandante en jefe) de todas las fuerzas polaco-lituanas que luchaban contra la ocupación imperial rusa. Kościuszko comenzó a movilizar a la población con la intención de elevar un número suficiente de voluntarios para contrarrestar al ejército zarista, más grande y más profesional; también esperaba que ni Austria ni Prusia intervinieran.
Kościuszko reunió un ejército de cerca de 6000 hombres (4000 soldados regulares y 2000 nuevos reclutas) y marchó hacia Varsovia. Tuvieron éxito en la organización de un ejército para oponerse a los rusos con mayor rapidez, obteniendo la victoria en la batalla de Racławice el 4 de abril. Sin embargo, mientras que los rusos fueron derrotados en el campo de batalla, su pérdida no era de importancia estratégica y las fuerzas rusas rápidamente obligaron a Kościuszko a retirarse en dirección a Cracovia. Cerca de Połaniec recibió algunos refuerzos y se reunió con otros líderes de la sublevación, entre ellos Kołłątaj y Potocki. Así Połaniec se convirtió en el sitio de una importante declaración política de la insurrección, la Proclamación de Połaniec. Mientras tanto, los rusos pusieron una recompensa sobre Kościuszko, «vivo o muerto».

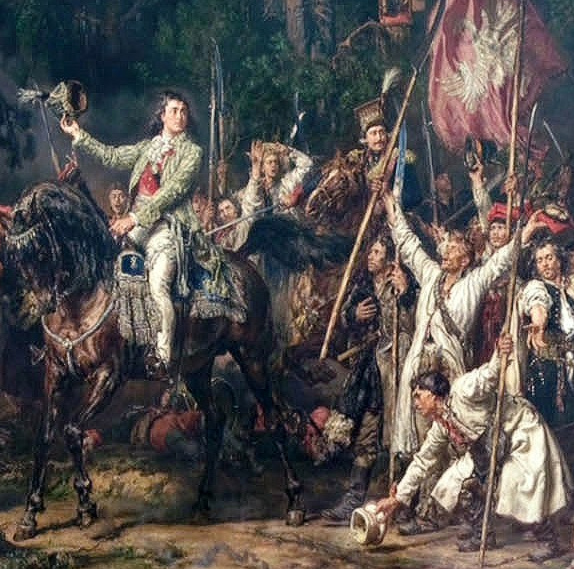
Kościuszko y los kosynierzy ('hombres de la guadaña'), detalle de La batalla de Racławice, por Jan Matejko (1888). Óleo sobre tela,. Cracovia: Museo Nacional de Cracovia

En junio los prusianos habían decidido ayudar activamente a los rusos. El 6 de junio se enfrentaron con el ejército de la Mancomunidad en una batalla defensiva en Szczekociny. Desde finales de junio Kościuszko defendió Varsovia, hasta entonces bajo el control de los insurgentes, con éxito durante varias semanas; incluso consiguieron levantar el asedio la mañana del 6 de septiembre.
No obstante, Kościuszko fue herido en la batalla de Maciejowice el 10 de octubre y capturado por los rusos, que lo encarcelaron en la fortaleza de San Pedro y San Pablo en San Petersburgo. Poco después, el levantamiento terminó con la batalla de Praga y la matanza posterior, donde —según un testigo contemporáneo ruso—[¿quién?] las tropas rusas mataron a cerca de 20 000 habitantes de Varsovia. La tercera partición que siguió puso fin a la existencia de la República de las Dos Naciones (formada con la unión del Reino de Polonia y el Gran Ducado de Lituania en 1569) durante los próximos 123 años, hasta la constitución de la Segunda República Polaca y la República de Lituania en noviembre de 1918, cuando se independizarían por separado Polonia y Lituania.

## Últimos años
En 1796 Kościuszko fue indultado por el zar Pablo I de Rusia y emigró a los Estados Unidos, donde criticó la esclavitud. Finalmente regresó a Europa, donde fue invitado a liderar el ejército del Gran Ducado de Varsovia, pero se negó. El zar lo invitaría después para establecerse en Polonia; sin embargo, al enterarse de que finalmente no se restauraría la soberanía del Estado polaco, se fue a Suiza, donde vivió hasta su muerte en 1817, por un derrame cerebral a causa de una caída de su caballo.

## Funeral y entierro

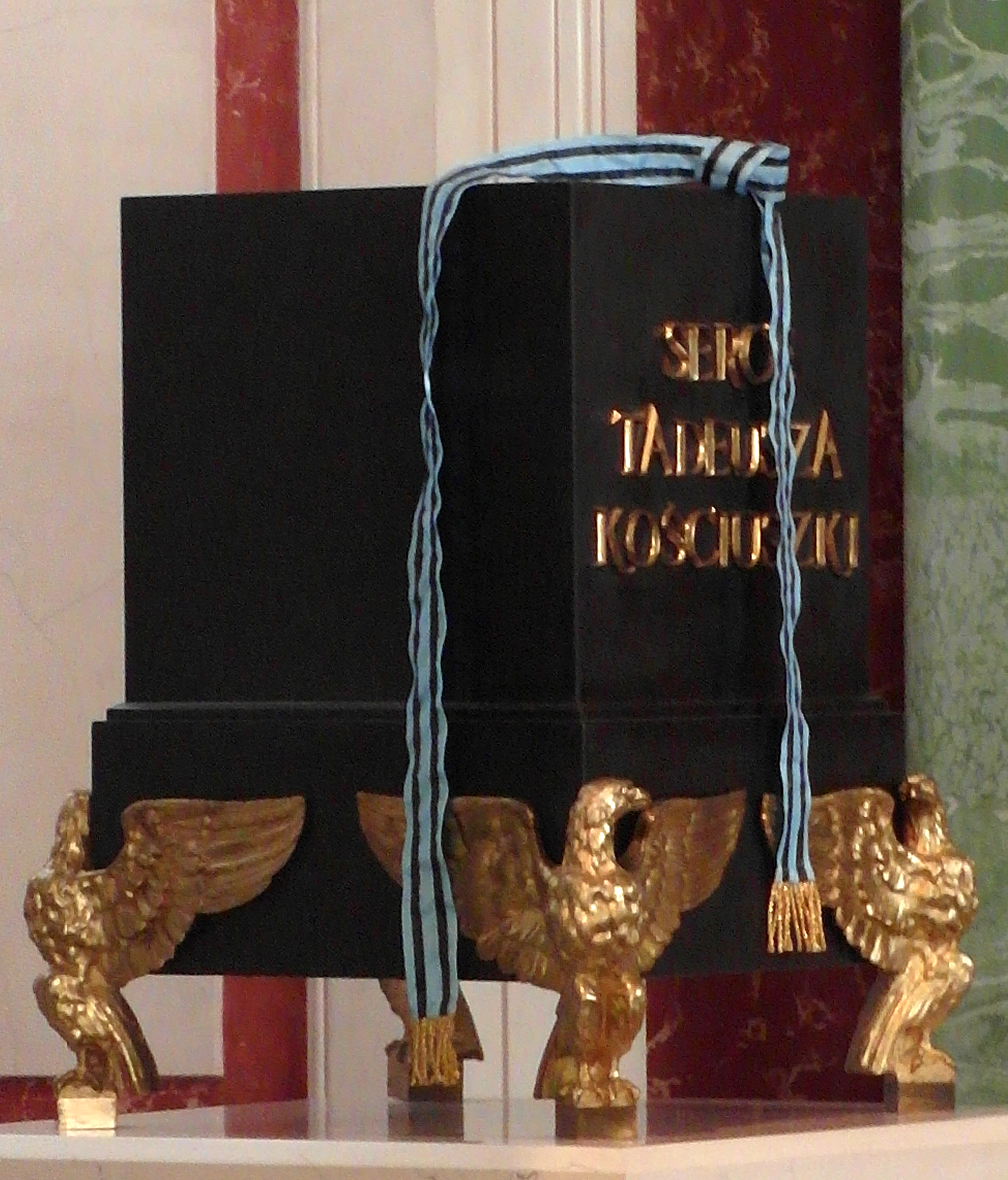
Corazón de Kościuszko, Castillo Real de Varsovia

El funeral de Kościuszko se celebró el 19 de octubre de 1817, en una antigua iglesia de los jesuitas. Una serie de misas y servicios conmemorativos se celebraron en toda la Polonia dividida tras la noticia de su fallecimiento. Su cuerpo fue embalsamado y colocado en una cripta en la iglesia jesuita de Solothurn. Sus vísceras, eliminadas en el proceso de embalsamamiento, fueron enterradas por separado en un cementerio en Zuchwil, cerca de Solothurn, a excepción del corazón, que se depositó en una urna.
En 1818 el cuerpo de Kościuszko fue trasladado a Cracovia, llegando a la Iglesia de San Florián el 11 de abril de 1818, y el 22 de junio de 1818 acompañado por el sonido de la campana Segismundo y el sonido de los cañones, sus restos fueron colocados en una cripta de la catedral del castillo de Wawel, el panteón de los reyes polacos y los héroes nacionales.

En 1927, el corazón de Kościuszko, que había sido conservado en el Museo Polaco de Rapperswil, Suiza, fue repatriado a Varsovia, donde el corazón reposa ahora en una capilla en el Castillo Real de Varsovia.  Otras vísceras de Kościuszko permanecen enterradas en Zuchwil, donde un gran monumento de piedra fue construido en 1820 y se puede visitar hoy en día, junto a una capilla memorial polaca.

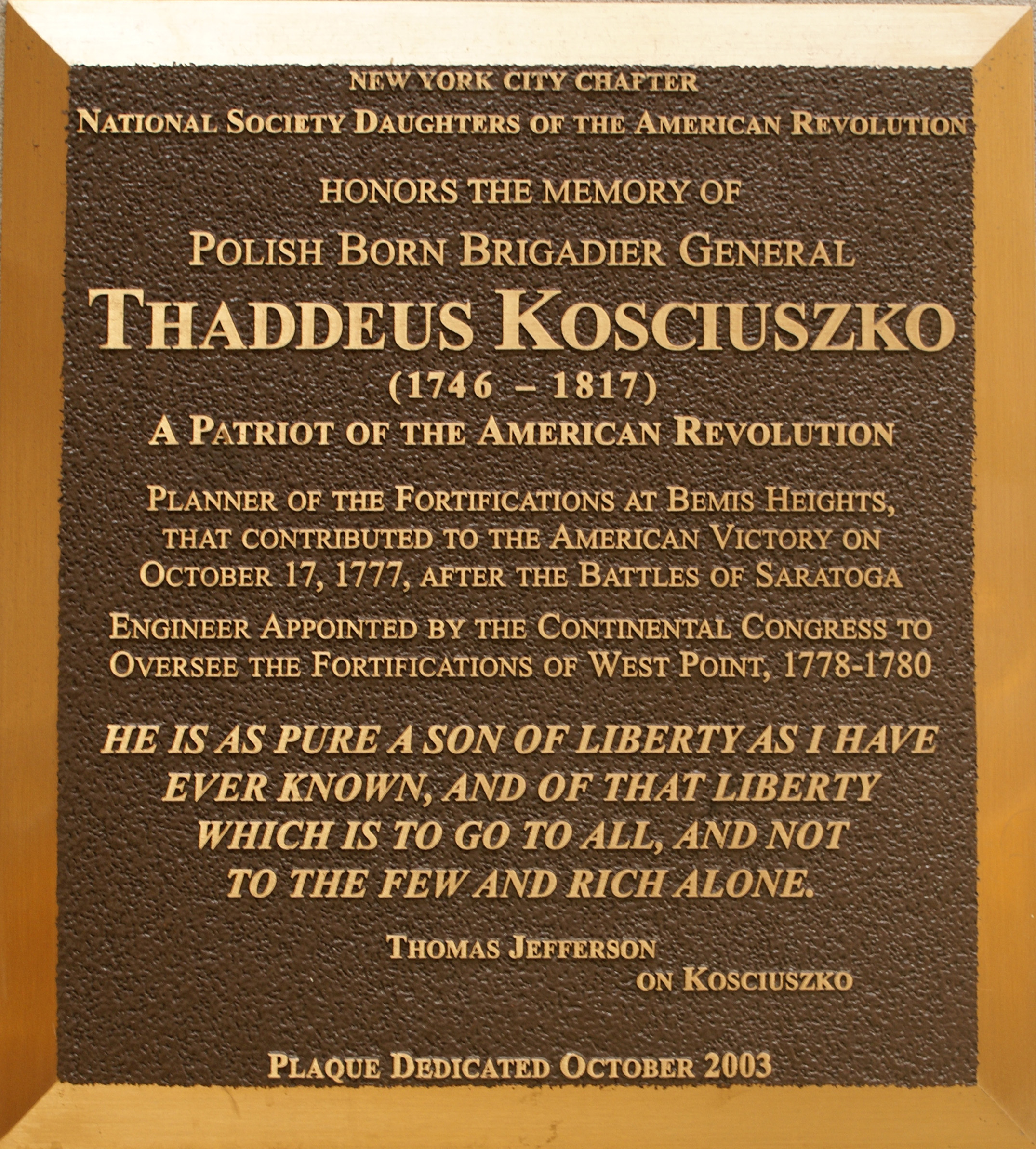
Placa en honor a Tadeusz Kościuszko localizada en Manhattan, reconociéndolo como héroe por sus contribuciones en la independencia de los Estados Unidos de América. En la placa también se cita a Thomas Jefferson quien dijo sobre Kościuszko: «Es un hijo de la libertad tan puro como nunca he conocido, y de esa libertad que debe ser para todos, y no para los pocos y ricos solamente.»

## Eponimia
El asteroide (90698) Kosciuszko fue nombrado así en su memoria.